# 아오스타역
아오스타역(이탈리아어: Stazione di Aosta, 프랑스어: Gare d'Aoste)은 이탈리아 북서부 발레다오스타주의 자치 지역에 있는 아오스타 시와 코무네를 담당하는 주요 역이다. 1886년에 개통한 이 철도는 키바소-이브레아-아오스타 철도의 일부를 형성하며, 쿠르마유르로 가는 길에 발디뉴의 프레생디디에(Pré -Saint-Didier) 근처에 있는 지선의 교차점이기도 하다.
역은 현재 레테 페로비아리아 이탈리아나(RFI)에서 관리하고 있다. 그러나 여객 건물의 상업 지역은 첸토스타치오니에서 관리한다. 역을 오가는 기차 서비스는 트렌이탈리아에서 운영한다. 각 회사는 이탈리아 국영 철도 회사인 페로비에 델로 스타토(FS)의 자회사이다.

## 위치
아오스타역은 도시의 남쪽 부분에 위치해 있다. 중앙 에밀 카누 광장(시청 광장)에서 수백 미터 거리에 있으며, Avenue Conseil des Commis로 연결되어 있다.

## 특징
역은 최근에 개조되었다. 매표소, 대기실, 카페 바, 비스트로 레스토랑 및 담배 판매점이 있는 단일 건물로 구성되어 있다. 본관 옆에 있는 작은 건물은 철도 경찰 본부이다.
역 마당에는 8개의 선로가 있으며 그 중 5개는 여객 열차 전용이며, 강철 캐노피가 장착된 플랫폼과 마주하고 있다. 최근 첸토스타치오니는 플랫폼과 지하철을 비아 파라베라(Via Paravera)에 목적지와 일정을 나타내는 조명 표지판으로 설치했다.
역에는 물품보관소가 없다. 최근 몇 년 동안 역을 통과하는 유일한 화물 운송은 아오스타 계곡의 지붕에 널리 사용되는 슬레이트 화물과 인근에 위치한 제철소인 코뉴 특수강(Cogne Aciers spéciaux, CAS)의 폐기물 화물, 특히 고철 화물이었다. 역. 고철은 주조소로 향했고 D345 등급 디젤 기관차 2대(열차의 양쪽 끝에 하나씩) 또는 새로운 D242 등급 디젤 기관차가 운반하는 화물 열차로 일주일에 며칠씩 운송되었다.
2001-2002년까지 역은 군용 철도 엔지니어(키바소-아오스타 철도 관리에 참여)와 협력하여 관리되었다.

## 운행편
역에는 다음 서비스가 제공된다.
- 지역 서비스 (지역 열차) 아오스타 – 이브레아

| 트렌이탈리아 | 트렌이탈리아    | 트렌이탈리아       |
| ------------ | --------------- | ------------------ |
| 시·종착역    | 트레노 레조날레 | 누스 이브레아 방면 |

역에는 매년 약 백만 명의 승객이 이동한다. 주로 발레다오스타주의 대학에 다니는 학생, 통근자 및 관광객이 사용한다.
승객의 주요 목적지는 토리노, 키바소, 이브레아이다.

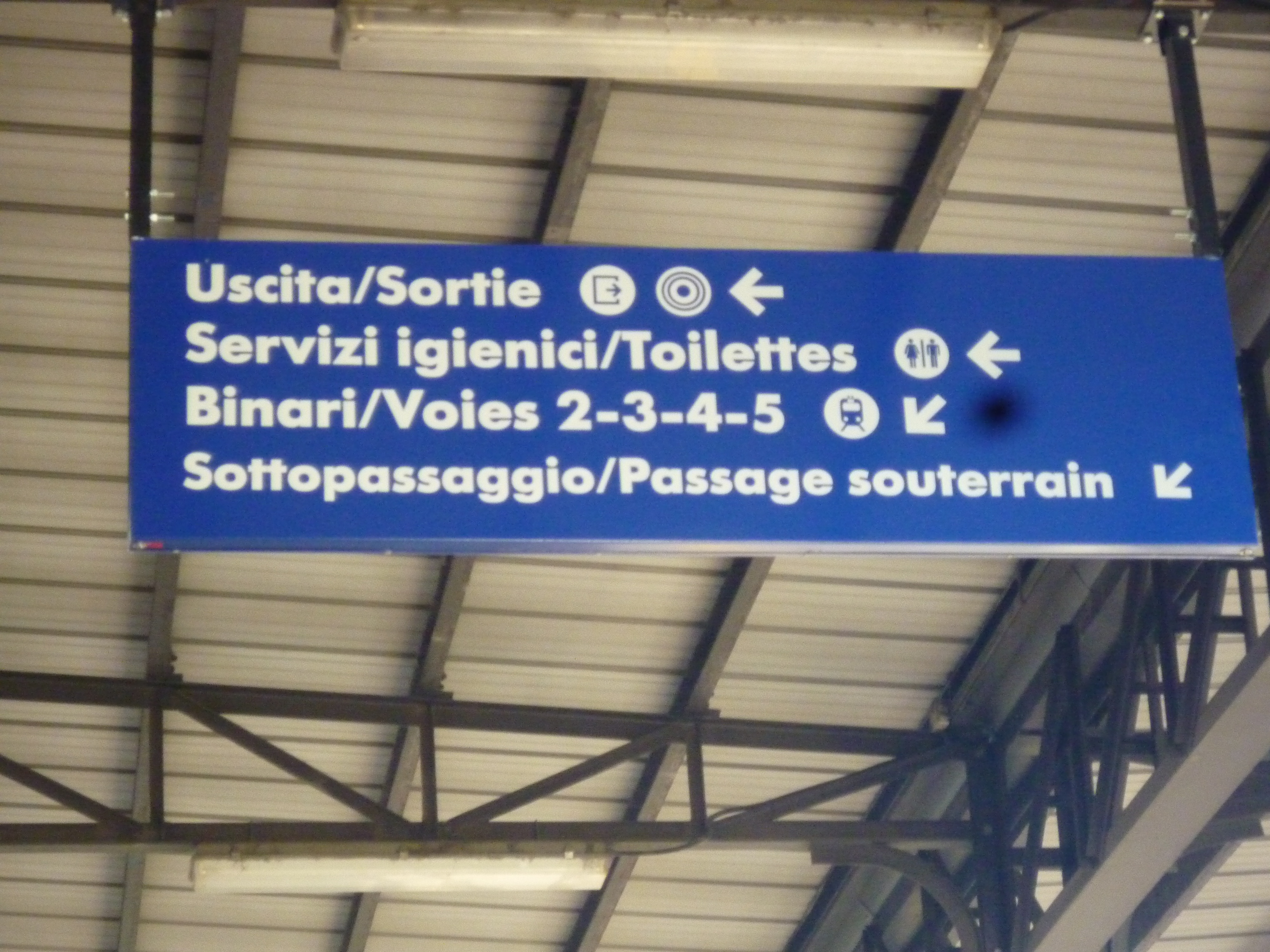
역내 이탈리아-프랑스어 이중언어 표지판

## 인터체인지
역 앞의 인노첸시오 만체티 광장은 아오스타의 대부분의 도시 및 교외 버스 노선의 종점이다.
광장 근처에는 조르주 카렐주차 정류장과 SAVDA 회사의 버스 노선 종점인 아오스타 버스 정류장이 있다.

## 같이 보기
- 발레다오스타주의 철도역 목록
- 이탈리아의 철도